# Natalia O'Shea
Natalia Andreyevna O'Shea (em russo:  Ната́лья Андре́евна О’Шей), sobrenome de solteira Nikolayeva, também conhecida como Hellawes (3 de setembro de 1976), é uma harpista, linguista, cantora e compositora russa, líder das bandas Melnitsa Melnitsa (folk rock), Clann Lir (tradicional celtic folk) e Romanesque (folk rock). Anteriormente fez parte da banda Till Eulenspiegel (folk rock), onde era vocalista e compositora.

## Biografia
O’Shea é uma linguista e especialista em línguas indo-europeias, especialmente em línguas celtas. Também possui doutoramento em ciência filológica e professora em Lomonosov Moscow State University. Anteriormente trabalhou em Trinity College, em Dublin, Irlanda). Natalia vive e trabalha na Irlanda e na Suíça desde 2004, mas vai frequentemente à Russia para participar dos concertos de suas bandas Melnitsa, Clainn Lir ou solo.
Natalia O’Shea tem estado nos palcos desde 1998. Ela é uma das mais famosas cantoras de folk rock na Rússia e culta compositora-performer na juventude. Também é muito popular entre jogadores de role-playing game (RPG).[carece de fontes?] Suas canções tem se espalhado através da internet e tem ganhado muitos ouvintes em muitas cidades da Russia e no exterior.

## Vida pessoal
Nikolayeva casou-se com James Cornelius O'Shea, um cidadão irlandês que foi um membro da Embaixada Irlandesa, em Moscou, no dia 21 de agosto de 2004. Em 22 de julho de 2008, Natalia O’Shea deu à luz sua primeira filha, Nina Caitríona O’Shea, em Genebra, Suíça. Em 15 de abril de 2011, deu à luz sua segunda filha, Úna Tamar.

## Discografia
Hellawes
- Running to Paradise (Melanar, 1996)
- Дорога сна (Caminho dos Sonhos) 1996
- Лунный день (O dia lunar) (Melanar, 1996)
- Сольные записи (Album solo) 1999
- Леопард в городе (Leopardo na Cidade) (2009)
- Новые ботинки (The New Boots) (2013)

Melnitsa
- Дорога сна (2003)
- Master of the Mill (2004)
- Перевал (2005)
- Зов крови (2006)
- The Best (2007)
- Дикие травы (2009)
- Ангелофрения (2012)
- Алхимия (2015)
- Химера (2016)